# Премия Лоренса Оливье за лучшую режиссуру
Премия Лоренса Оливье за лучшую режиссуру (англ. Laurence Olivier Award for Best Director) — британская награда, присуждаемая Театральным сообществом Лондона, в качестве признания профессиональных достижений в сфере театра. Была учреждена в 1976 году и переименована 1984 году в честь великого британского актера.
В 2018 году было объявлено, что номинация отныне будет носить имя основателя Королевской шекспировской компании и директора Национального театра Питера Холла. Это решение было принято в знак признания ошибки, которую допустили организаторы церемонии при составлении списка для включения в секцию In Memoriam (трибьют наиболее значимым фигурам британского театра, умершим в текущем году), где имя Холла не появилось, что было отмечено зрителями и критиками.

## 1970-е годы
- 1976 — Джонатан Миллер (Три сестры)
- 1977 — Клиффорд Уильямс (Дикие дубы)
- 1978 — Терри Хэндс (Генрих VI)
- 1979 — Майкл Богданов (Укрощение строптивой)

## 1980-е годы
- 1980 — Тревор Нанн и Джон Кэйрд (Жизнь и приключения Николаса Никлби)
- 1981 — Питер Вуд (В отрыв)
- 1982 — Ричард Эйр (Парни и куколки)
- 1983 — Терри Хэндс (Сирано де Бержерак)
- 1984 — Кристофер Морахэн (Дикий мёд)
- 1985 — Билл Брайден (Тайны)
- 1986 — Билл Александр (Виндзорские проказницы)
- 1987 — Деклан Доннеллан (Сид, Двенадцатая ночь, Макбет)
- 1988 — Дебора Уорнер (Тит Андроник)
- 1989/1990 — Майкл Богданов (Война роз)

## 1990-е годы
- 1996 — Сэм Мендес (Гости, Стеклянный зверинец)
- 1997 — Дес МакАнуфф (Томми)
- 1998 — Ричард Эйр (Король Лир)
- 1999 — Говард Девис (Ледяная комета)

## 2000-е годы
- 2000 — Тревор Нанн (Дачники, Венецианский купец, Троил и Крессида)
- 2001 — Говард Дэвис (Все мои сыновья)
- 2002 — Майкл Бойд (Генрих IV, Ричард III)
- 2003 — Сэм Мендес (Двенадцатая ночь, Дядя Ваня)
- 2004 — Майкл Грандадж (Калигула)
- 2005 — Николас Хайтнер (Любители истории)
- 2006 — Ричард Эйр (Гедда Габлер)
- 2007 — Доминик Кук (Суровое испытание)
- 2008 — Руперт Гулд (Макбет)
- 2009 — Джон Тиффани[англ.] (Темный дозор)

## 2010-е годы
- 2010 — Руперт Гулд (ENRON)
- 2011 — Говард Дэвис (Белая гвардия)
- 2012 — Мэтью Ворчус (Матильда)[2]
- 2013 — Мэриэнн Эллиотт[англ.] (Загадочное ночное убийство собаки)[3]
- 2014 — Линдси Тёрнер (Кимерика)[4]
- 2015 — Иво ван Хове (Вид с моста)[5]
- 2016 — Роберт Айк (Орестея)[6]
- 2017 — Джон Тиффани[англ.] (Гарри Поттер и Проклятое дитя)[7]
- 2018 — Сэм Мендес (Паромщик)
- 2019 — Стивен Долдри (Наследство)

## 2020-е годы
- 2020 — Мэриэнн Эллиотт[англ.] и Миранда Кромвель (Смерть коммивояжёра)
- 2022 — Ребекка Фрекнел (Кабаре)
- 2023 — Фелим Макдермотт (Мой сосед Тоторо)
- 2024 — Джейми Ллойд (Бульвар Сансет)